# Tomasz Czubak

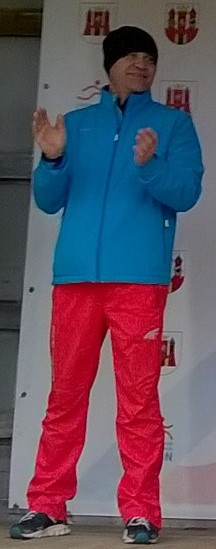
Tomasz Czubak (2016)

Tomasz Czubak (* 16. Dezember 1973 in Słupsk) ist ein ehemaliger polnischer Sprinter, der sich auf den 400-Meter-Lauf spezialisiert hatte.
International war er insbesondere als Mitglied der polnischen 4-mal-400-Meter-Staffel erfolgreich. Bei den Leichtathletik-Weltmeisterschaften 1997 in Athen gewann er als Startläufer zusammen mit Piotr Rysiukiewicz, Piotr Haczek und Robert Maćkowiak die Bronzemedaille in 3:00,26 min hinter den Mannschaften aus Großbritannien und Jamaika.
Dasselbe polnische Quartett – Czubak und Rysiukiewicz tauschten die Positionen – holte bei den Leichtathletik-Europameisterschaften 1998 in Budapest mit einer Zeit von 2:58,88 min die Silbermedaille hinter der britischen Staffel. Dagegen verpasste Czubak im 400-Meter-Lauf als Vierter in 45,43 min eine Medaille knapp.
Den größten Erfolg seiner Karriere feierte Czubak mit dem Gewinn des Weltmeistertitels in der 4-mal-400-Meter-Staffel bei den Leichtathletik-Weltmeisterschaften 1999 in Sevilla. Dabei nahm er im Finale wieder die Position des Startläufers der polnischen Staffel ein, die durch Robert Maćkowiak, Jacek Bocian und Piotr Haczek komplettiert wurde. Das Quartett erreichte das Ziel zwar in 2:58,91 min als Zweite hinter der Mannschaft der Vereinigten Staaten. Die US-amerikanische Staffel wurde jedoch nachträglich wegen eines Dopingvergehens ihres Läufer Antonio Pettigrew disqualifiziert und verlor den Titel an Polen. Czubak startete in Sevilla auch im 400-Meter-Lauf und erreichte die Halbfinalrunde. Dort erzielte er mit 44,62 s einen polnischen Landesrekord, was jedoch nicht zum Finaleinzug genügte.
Tomasz Czubak ist 1,80 m groß und hatte ein Wettkampfgewicht von 62 kg.

## Bestleistungen
- 400 m: 44,62 s, 24. August 1999, Sevilla
  - Halle: 46,84 s, 4. Februar 1998, Erfurt